# Camponotus aeneopilosus
Camponotus aeneopilosus es una especie de hormiga del género Camponotus, tribu Camponotini. Fue descrita científicamente por Mayr en 1862.
Se distribuye por Australia. Se ha encontrado a elevaciones de hasta 2660 metros. Vive en ramas y troncos de Eucalyptus.